# Шейх-Хайдар
Шейх-Хайдар (д/н—1471) — останній узбецький хан у 1459—1471 роках.

## Життєпис
Походив з роду Шейбанідів, гілки династії Чингізидів. Другий син Абулхайр-хана, правителя Держави кочових узбеків. Брав участь у військових походах батька. Після смерті старшого брата Шах-Будага став претендентом на спадкування трону.
Втім 1468 року післясмерті Абулхайр-хана за підтримки ногайців та більшості знаті новим правителем став Ядгар, представник іншої гілки Шибанідів. Лише після смерті останнього 1469 рокуШейх-Хайдар став ханом узбеків.
Невдовзі проти нього обєдналися ногайці на чолі із Мусою-беєм, Буреке-султан, син Ядгар-хана, казахські хани Керей і Жанібек. Протягом 1470 року Шейх-Хайдар вів боротьбу з перміним успіхом проти своїх ворогів, але зрештою втратив більшість володінь, внаслідок чого багато племен перейшли на бік тюменського хана Ібака, що також втрутився у війну, та Буреке-султана.
1471 року проти нього виступив Ахмат, хан Великої Орди, що захопив Хорезм й почав наступ на Сигнак. Зрештою того ж року Шейх-Хайдар зазнав поразки від Ібака, загинув під час битви або потрапив уполон й був страчений. Його небіжи — Мухаммед Шейбані і Махмуд-султан (сини Шах-Будага) втекли до Хаджи-Тархану.